# Desmatoneura sica
Desmatoneura sica är en tvåvingeart som beskrevs av Greathead 1969. Desmatoneura sica ingår i släktet Desmatoneura och familjen svävflugor. Inga underarter finns listade i Catalogue of Life.